# Volubilis
Volubilis (em árabe: وليلي‎; romaniz.: Oualili ou Walila) foi uma cidade romana, cujas ruínas constituem atualmente um sítio arqueológico parcialmente escavado situado no norte de Marrocos, nos arredores da cidade santa de Mulei Idris, a norte de Mequinez. As ruínas estão inscritas na lista do Património Mundial da UNESCO desde 1997.
A antiga cidade situa-se numa fértil planície agrícola e desenvolveu-se a partir do século III a.C. como um assentamento fenício-cartaginês, tendo crescido rapidamente sob o domínio romano a partir do século I a.C. até ocupar uma área de aproximadamente 40 hectares, rodeada por muralhas com 2,6 km de perímetro. No século II a cidade foi dotada de uma série de edifícios públicos, nomeadamente uma basílica, um templo e um arco do triunfo. A sua prosperidade, que advinha principalmente das culturas da oliveira, cereais e do fornecimento de animais selvagens para os espetáculos de gladiadores, propiciou a construção de muitas casas urbanas ricas, com grandes mosaicos de chão.
Volubilis foi tomada por tribos locais c. 285 e nunca foi reconquistada por Roma devido à sua localização remota e de difícil defesa, na fronteira sudoeste do Império Romano. Continuou a ser habitada durante pelo menos mais 700 anos, primeiro como uma comunidade latinizada cristã, e depois como uma localidade islâmica. No final do século VIII tornou-se a capital de Idris ibne Abedalá, o fundador da dinastia idríssida, o primeiro estado muçulmano de Marrocos. No século XI, Volubilis tinha sido abandonada e a capital idríssida tinha sido transferida para Fez. A maior parte da sua população mudou-se para a nova cidade de Mulei Idris, situada num monte a sudeste de Volubilis.
As ruínas mantiveram-se praticamente intactas até terem sido arrasadas pelo terramoto de 1755, o mesmo que destruiu Lisboa. Pouco depois serviram de pedreira para a construção de Mequinez. Só no final do século XIX é que o local foi definitivamente identificado como sendo a antiga cidade de Volubilis. Durante e depois da vigência do Protetorado Francês de Marrocos, cerca de metade do sítio foi escavado, tendo sido descobertos muitos mosaicos, e alguns dos edifícios públicos e casas mais importantes foram restaurados ou reconstruídos. A classificação como Património Mundial deve-se ao facto de «ser um exemplo excecionalmente bem preservado de uma grande cidade colonial romana nos limites do império».

## Geografia, geologia e toponímia
O sítio arqueológico situa-se na região administrativa marroquina de Fez-Mequinez, cinco quilómetros a noroeste da cidade santa de Mulei Idris e cerca de 30 km a norte de Mequinez (distâncias por estrada), à beira do uádi Koumane, junto ao maciço rochoso de Zerune. Este ergue-se a 500 a 800 metros de altitude e o seu arenito e calcário foram usados nas construções da cidade. O terreno é também rico em margas usadas para olaria e tijolo. As encostas do Zerune são ainda hoje usados para pastagem de gado e para o cultivo de cereais, vinha e olivais.
A cidade foi construída numa crista sobre o uádi Khoumane,  num planalto ligeiramente inclinado a cerca de 390 metros de altitude, que domina o planalto de El Gaada, situado 60 metros mais abaixo, e a extensa planície fértil que se estende a norte de Mequinez.
O clima da região é do tipo mediterrânico e beneficia de chuvas abundantes que abastecem nascentes que asseguram a disponibilidade de água suficiente para abastecer uma comunidade urbana de vários milhares de habitantes.
A origem do nome da cidade é um tema «muito controverso». Segundo o filólogo Félix Gaffiot (1870–1937), que usa o nome Völubïle, volubilis, significa "que tem um movimento giratório" em latim. O nome berbere é Walili, Oualili, Oualilt ou Walila, que designa as plantas campainha (convolvuláceas) ou aloendro ou as suas flores, particularmente abundantes nas margens do uádi. Volubilis pode ter resultado da latinização dessa palavra berbere. A cidade é relativamente pouco mencionada nas fontes antigas e medievais.

## História

### Antecedentes e fundação
O sítio tem «todas as caraterísticas de refúgio natural, do tipo "esporão fechado"». A área foi habitada pelo menos desde o Neolítico Atlântico Tardio, c. 3 000 a.C. Em escavações no local foi descoberta cerâmica neolítica com desenhos comparáveis aos de peças encontradas na Península Ibérica. Os vestígios mais antigos, compostos principalmente por machados de pedra polida, mós e brunidores, são raros e foram encontrados fora de contexto. O povoado só se tornou uma verdadeira entidade urbana durante o Reino da Mauritânia, no século IV ou III a.C., e desenvolveu-se sobretudo no século II a.C.
Os restos de um templo dedicado ao deus fenício Baal e achados de cerâmica e pedras com inscrições em língua fenícia comprovam a presença púnica no século III a.C. Os fenícios e os cartagineses seus sucessores, marcaram presença nas costas africanas a partir do início do 1º milénio a.C. e a sua civilização penetrou no interior a partir dos seus entrepostos, como Lixo (atual Larache) e Tânger. Apesar de pertencer aos reinos da Mauritânia, a administração da cidade seguiu o modelo de governo cartaginês a partir do século III a.C., com sufetes (magistrados supremos), à semelhança de Cartago e das colónia púnicas. As técnicas de construção e os artefactos encontrados sublinham igualmente a influência púnica. Os estudos arqueológicos revelaram que no século II a.C. existia uma pequena cidade protegida por uma muralha em tijolo com bases de pedra, que aparentemente ocupava cerca de 12 hectares. Como o resto da Mauritânia, Volubilis lutou contra Cartago ao lado de Massinissa, rei da Numídia entre 202 e 148 a.C., aliado dos romanos no final da Segunda Guerra Púnica (218–201 a.C.). O Reino da Mauritânia tornou-se um estado cliente de Roma em 146 a.C., na sequência da queda de Cartago, e o seu rei Boco I (r. 110–80 a.C.) foi um aliado de Roma contra Jugurta. Com a morte de Boco II em 33 a.C., o reino passou a ser administrado por Roma, que lá instalou tropas veteranas. A influência púnica perdurou durante um período considerável depois disso, pois os magistrados da cidade ainda tinham o título cartaginês de sufete muito depois do fim do domínio púnico. A língua púnica, cujo uso é atestado no século II a.C., manteve-se na sua variante neo-púnica até ao reinado de Juba II (r. 25 a.C.–23 d.C.)
Juba II, rei da Numídia e vassalo de Roma, foi colocado no trono mauritano pelo imperador Augusto em 25 a.C. e empenhou-se na construção de uma capital real em Volubilis. Educado em Roma e casado com Cleópatra Selene II, a filha de Marco António e Cleópatra, Juba e o seu filho Ptolomeu (r. 23–40 d.C.) foram reis romanizados, embora de ascendência berbere. As suas preferências pela arte e arquitetura romanas refletiram-se claramente no desenho da cidade.

### Período romano

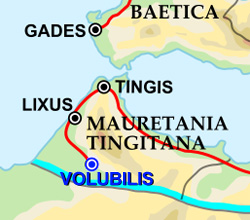
Mapa da província romana da Mauritânia Tingitana

Em 40 d.C., o rei da Mauritânia Ptolomeu foi assassinado por ordem do imperador romano Calígula e as tropas romanas invadiram o reino da Mauritânia. O ex-escravo Aedemon, libertado por Ptolomeu, liderou uma revolta contra os ocupantes entre 40 e 44 d.C. Volubilis alinhou resolutamente com os romanos contra os rebeldes, criando uma milícia para ajudar a combatê-los. Em 42 d.C. Cláudio formalizou a anexação do reino mauritano, cujos territórios passaram a constituir as província romanas da Mauritânia Tingitana, a ocidente, a qual integrou Volubilis, e da Mauritânia Cesariense a oriente. Após a revolta ter sido esmagada, a cidade foi recompensada pela sua fidelidade por Cláudio, que em 44 d.C. concedeu a Volubilis o estatuto de município, a cidadania romana aos seus habitantes e uma isenção de impostos por um período de dez anos. O sistema de governo foi revisto, substituindo os sufetes de estilo púnico por duúnviros ou magistrados eleitos anualmente.
Volubilis cresceu então substancialmente graças à sua riqueza e prosperidade, devida aos terrenos férteis da província, que produziam bens de exportação valiosos como cereais, azeite e animais selvagens para os espetáculos de gladiadores. Tornou-se também o centro administrativo da Mauritânia Tingitana e o posto mais avançado no dispositivo militar que fazia face às tribos seminómadas da região. Para esse efeito foram criados três campos militares e torres de fortificação. Ainda antes da criação da província da Mauritânia Tingitana, Volubilis já apresentava sinais de romanização, como por exemplo o facto de certos magistrados terem nomes latinos (caso do célebre Marco Valério Severo, que começou por ser sufete e depois foi duúnviro) e serem inscritos nas tribos romanas Cláudia, Quirina e Galéria, o que indica que não só havia cidadãos romanos na cidade como muitos deles eram ricos.

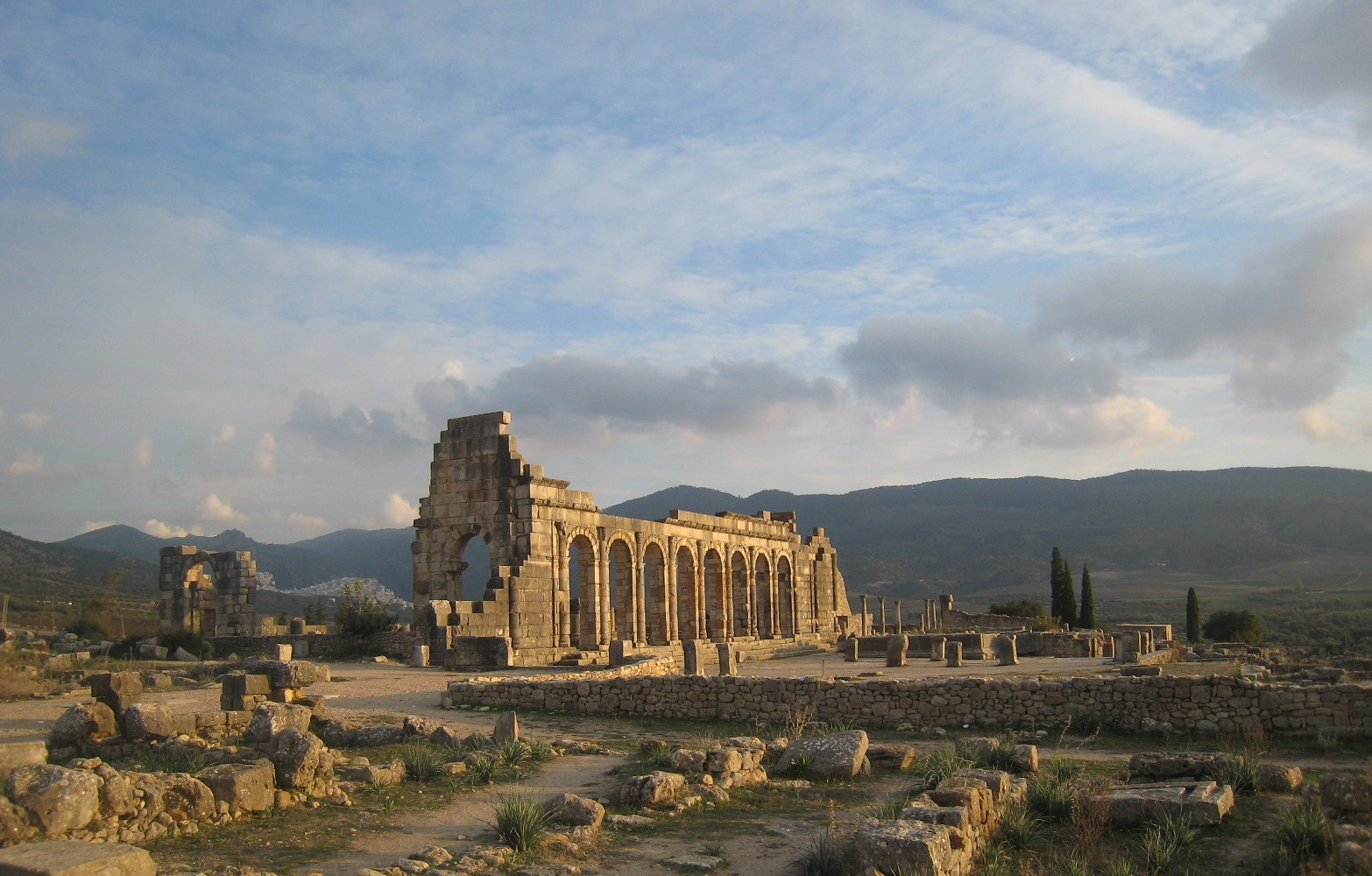
Zona do fórum, com a basílica no centro da imagem

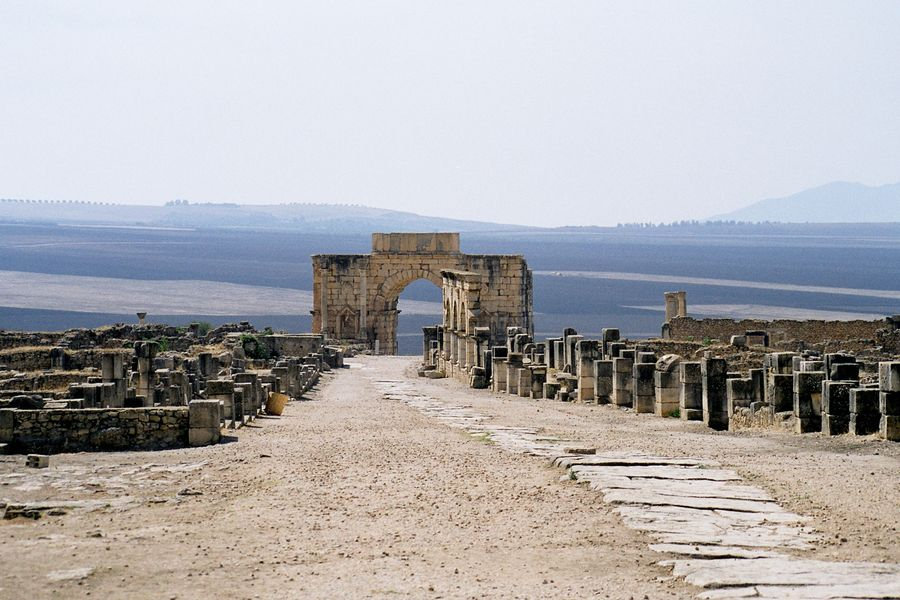
A Decúmano Máximo (avenida principal), com o Arco de Caracala ao fundo

A cidade é mencionada pelo geógrafo do século I d.C. Pompónio Mela, que a descreve na sua obra “De situ orbis libri III” como «uma das cidades mais ricas, a mais rica entre as pequenas» da Mauritânia. Também é mencionada por Plínio, o Velho (23–79 d.C.) e o Itinerário de Antonino mostra a sua localização e chamando-lhe Volubilis Colónia. A sua população era predominantemente composta por berberes romanizados. No seu apogeu, no final do século II, Volubilis tinha cerca de 20 000 habitantes, uma população assinalável para uma capital provincial romana, e a região em volta era também muito povoada, tendo sido descobertas mais de 50 villae na área.
Todavia, a posição da cidade foi sempre instável, devido à sua localização na orla sul da província e à hostilidade das tribos berberes locais, cada vez mais poderosas. Para reforçar a defesa, foi construído um anel de cinco fortes, localizados nas atuais aldeias de Aïn Schkor, Bled el Gaada, Sidi Moussa, Sidi Said e Bled Takurart (antiga Tocolósida). Sidi Said foi a base da IV Coorte de cavalaria gaulesa (Cohors IV Gallorum equitata), uma coorte auxiliar de cavalaria da Gália, enquanto que em Aïn Schkor estiveram estacionadas coortes ibéricas e belgas. Sidi Moussa foi guarnecida por uma coorte de partos e Tocolósida por cavalaria gaulesa e síria. As tensões crescentes na região perto do fim do século II levaram o imperador Marco Aurélio a ordenar a construção de um perímetro de muralhas com 2,5 km de extensão, com 8 portas e 40 torres. Volubilis tinha ligações por estrada a Lixo (atual Larache) e Tingis (atual Tânger), ambas situadas a ocidente, mas não tinha ligações para oriente, com a província vizinha da Mauritânia Cesariense, pois o território dos berberes Barguatas interpunha-se entre as duas províncias.
O controlo romano sobre a cidade terminou a seguir ao caos da crise do terceiro século, quando o império quase se desintegrou devido aos confrontos entre vários generais que sucessivamente ganharam e perderam o poder numa série de guerras civis, golpes palacianos e assassinatos. Cerca de 280, o domínio romano colapsou em grande parte da Mauritânia e nunca foi restabelecido. O colapso foi previsto pelos habitantes de Volubilis, que enterraram tesouros de moedas e estátuas de bronze debaixo das suas villae, onde foram descobertos por arqueólogos quase 1 700 anos depois. Só uma pequena parte da Mauritânia Tingitana permaneceu sob o controlo romano, ficando o resto deixado à sua sorte, por razões que não são bem conhecidas. Em 285, o imperador Diocleciano reorganizou o que restava da província retendo apenas a faixa costeira entre Lixo, Tingis e Septa (atual Ceuta). Apesar de um exército romano ter sido baseado em Tingis, decidiu-se que era muito oneroso organizar a reconquista da vulnerável região fronteiriça.

### Depois dos romanos

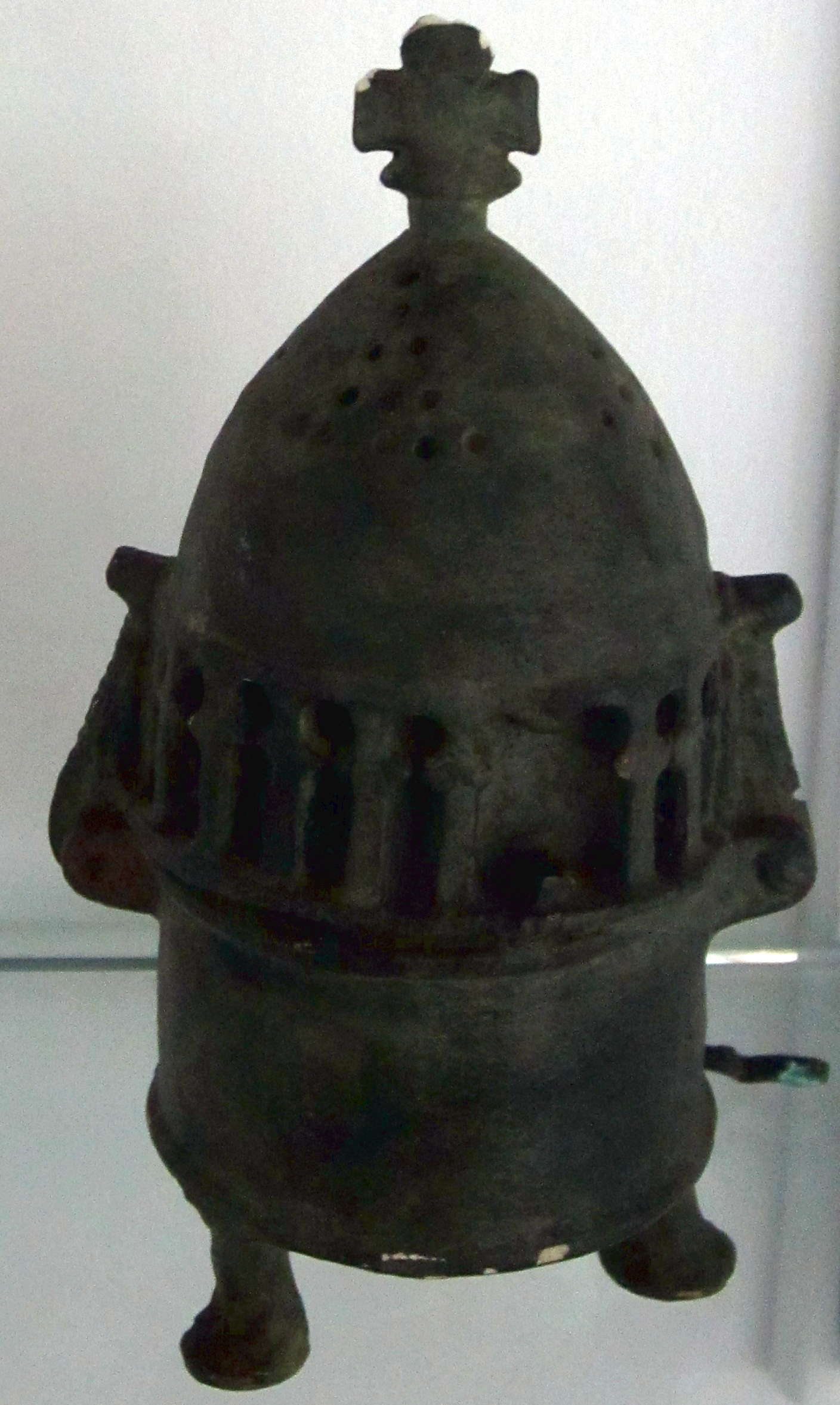
Cópia de incensário bizantino do século V ou VI encontrado em Volubilis em exposição no Museu Arqueológico de Rebate; o original encontra-se no Museu do Louvre, em Paris

Volubilis continuou a ser habitada durante vários séculos após o fim do domínio romano. Após o aqueduto ter deixado de funcionar, os habitantes mudaram-se para sudoeste da cidade romana, a ocidente do arco do triunfo, onde surgiu uma nova área residencial ao longo das margens do rio Khourmane. Este novo núcleo urbano foi separado do antigo por uma nova muralha, que ia até à margem do rio. Grande parte do centro urbano primitivo foi completamente abandonado e a área junto ao arco do triunfo passou a ser o cemitério da nova povoação.
Apesar de tudo, a cidade continuou romanizada após o abandono dos romanos, como se pode inferir pelas inscrições do início do século VII que comemoram vários membros do gente Júlia, que aparentemente eram a família governante nesse tempo, e pelo facto de inscrições em latim terem continuado a ser feitas pelo menos até 655. Inscrições datadas do período entre 599 e 655 revelam que a população era cristã e a cidade tinha instituições cívicas a funcionar.
Não se sabe ao certo qual o impacto que os raides dos árabes — comandados por Uqueba ibne Nafi em 681 e por Muça ibne Noçáir em 708–710 — tiveram em Volubilis, que entretanto já era conhecida como Ualila ou Ualili e era habitada por cristãos e judeus, muitos deles descendentes de fugitivos das perseguições e dos pesados impostos do final do Império Romano. No entanto, documentos e moedas atestam que a cidade já era muçulmana antes da chegada Mulei Idris no final do século VIII e que continuava a ser a capital da região.
Foi em Volubilis que Mulei Idris (Idris I) estabeleceu a dinastia epónima em 788. Descendente direto do profeta Maomé, Mulei Idris fugiu da Síria para Marrocos a seguir à Batalha de Faqueque em 787, sendo proclamado "comandante dos fiéis" (ou seja, sultão) em Volubilis, que na altura estava ocupada pela tribo berbere dos aurabas, liderados por Ixaque ibne Maomé. O sultão casou com a filha de Ixaque, com quem teve um filho, Idris II (r. 791–828), que foi proclamado imã em Volubilis. Mulei Idris fundou a cidade epónima de Mulei Idris num monte próximo em 789, mas foi assassinado em Volubilis em 791, por ordem do califa abássida de Bagdade Harune Arraxide (r. 786–809). Mais tarde, Idris II fundou Fez para ser a sua nova capital, o que retirou a Volubilis o seu último vestígio de importância política.
Em 818, os Rabedis, um grupo muçulmano que se tinha revoltado em Córdova, no Alandalus, foram realojados em Volubilis. Embora a cidade continuasse a ser habitada por vários séculos – ainda era habitada quando Albacri (, 1014–1094) escreveu sobre ela, — é provável que no final do século XI já se encontrasse completamente deserta, provavelmente devido aos raides dos Almorávidas nesse período. O nome da cidade foi esquecido e o local passou a ser conhecido pelas gentes da região como Alcácer do Faraó (Ksar Faraoun), uma alusão a uma lenda segundo a qual a cidade teria sido fundado por antigos egípcios. Apesar de tudo, alguns dos seus edifícios mantiveram-se de pé, embora em ruínas, até pelo menos ao século XVII, quando durante o reinado do sultão alauita Mulei Ismail (r. 1672–1727) se foram buscar às ruínas muitos materiais de construção para a nova capital imperial de Mequinez. O terramoto que arrasou Lisboa em 1755 causou ainda mais destruição. O aspeto das ruínas antes disso é conhecido graças aos desenhos de John Windus, um antiquário inglês que visitou o local em 1722. No seu livro de 1725 “A Journey to Mequinez”, Windus descreveu o local:
| “ | Uma construção parece ser parte de um arco do triunfo, havendo várias pedras partidas com inscrições nos escombros abaixo dela, que estavam fixas mais alto do que qualquer parte agora em pé. Tem 56 pés de comprimento e cerca de 15 pés de espessura, com os dois lados examente iguais, construída com pedras muito duras, com cerca de uma jarda. O arco tem 20 pés de largura e cerca de 26 pés de altura. As inscrições encontram-se em grandes pedras planas, que, quando inteiras, tinham cerca de 5 pés de comprimento, 3 de largura, e as letras cerca de 6 pés de comprimento. Um busto ergue-se a pouca distância, muito desfigurado, e era a única coisa encontrada que representava vida, exceto a forma de um pé visível debaixo da parte inferior de uma peça de vestuário, no nicho do outro lado do arco. A cerca de 100 jardas do arco ergue-se uma grande parte da frontaria de um grande edifício, que tem 140 pés (≈43 m) de largura e cerca de 60 de altura (≈18 m); parte dos quatro cantos ainda estão de pé, mas resta muito pouco, à exceção da parte da frente. Do outro lado da colina podem ver-se as fundações de uma muralha com cerca de duas milhas (3,2 km) de circunferência, que rodeava aqueles edifícios, no interior da qual se encontram espalhadas, por todo o lado, muitíssimas pedras do mesmo tamanho das usadas na construção do arco, mas são raras as que se encontram uma em cima de outra. O arco, que se erguia a cerca de meia milha dos outros edifícios, parecia ter sido uma porta de entrada, e era apenas suficientemente alto para permitir a entrada de um homem montado num cavalo. | ” |

James Gray Jackson, que visitou as ruínas 95 anos depois, em 1820, depois do terramoto de Lisboa ter derrubado os poucos edifícios que ainda estavam em pé, escreveu:
| “ | Meia-hora de viagem depois de deixar o santuário de Muley Dris Zerone e no sopé do Atlas, avistei à esquerda da estrada, ruínas massivas e magníficas. O campo, por milhas em volta, está coberto de colunas de mármore branco. Estavam ainda em pé dois pórticos com cerca de 30 pés (9 metros) de altura e 12 de largura (3,7 m), com o cimo composto por uma única pedra. Tentei dar uma vista de olhos nestas imensas ruínas, que forneceram mármore para os palácios imperiais em Mequinez e Tafilete, mas fui obrigado a desistir, ao ver algumas pessoas do santuário a seguirem a cavalgada. Potes e chaleiras de ouro e moedas de prata são continuamente desenterradas destas ruínas. O campo, no entanto, é abundante em serpentes, e vimos muitos escorpiões debaixo das pedras que o meu condutor virou. Estas ruínas, dizem os africanos, foram construídas por um dos faraós: chamam-se Kasser Farawan. | ” |

Walter Burton Harris, um escritor e jornalista ao serviço do The Times em Marrocos, visitou Volubilis nas suas viagens pelo país entre 1887 e 1889, depois do sítio ter sido identificado por arqueólogos franceses mas antes de quaisquer escavações a sério ou restaurações terem começado:
| “ | Não há muitos restos de pé que nas ruínas; dois arcos, cada um de grande tamanho, e razoavelmente preservados, falam sozinhos da grandeza da velha cidade, enquanto acres e acres de terra estão repletos de monumentos e de esculturas partidas. Alguns pilares isolados também permanecem, e um imenso dreno ou aqueduto, não muito diferente da Cloaca Máxima em Roma, abre-se para o pequeno rio abaixo. | ” |

## Escavações, restauro e classificação pela UNESCO

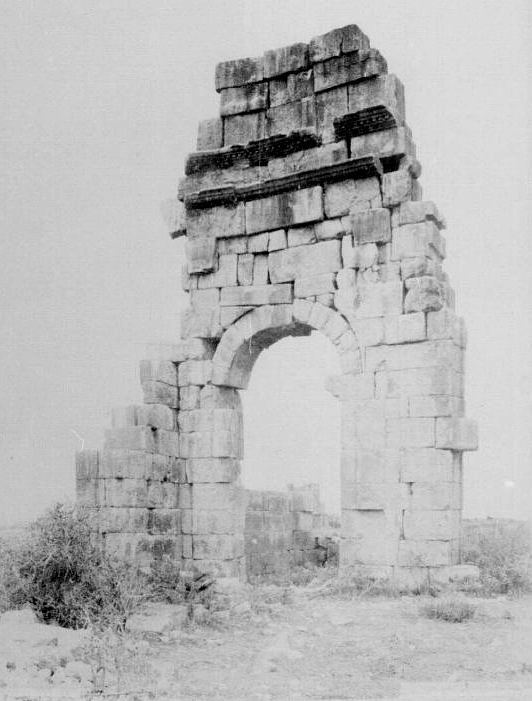
Ruínas da basílica fotografadas por Henri de la Martinière em 1887, antes da restauração 80 anos depois

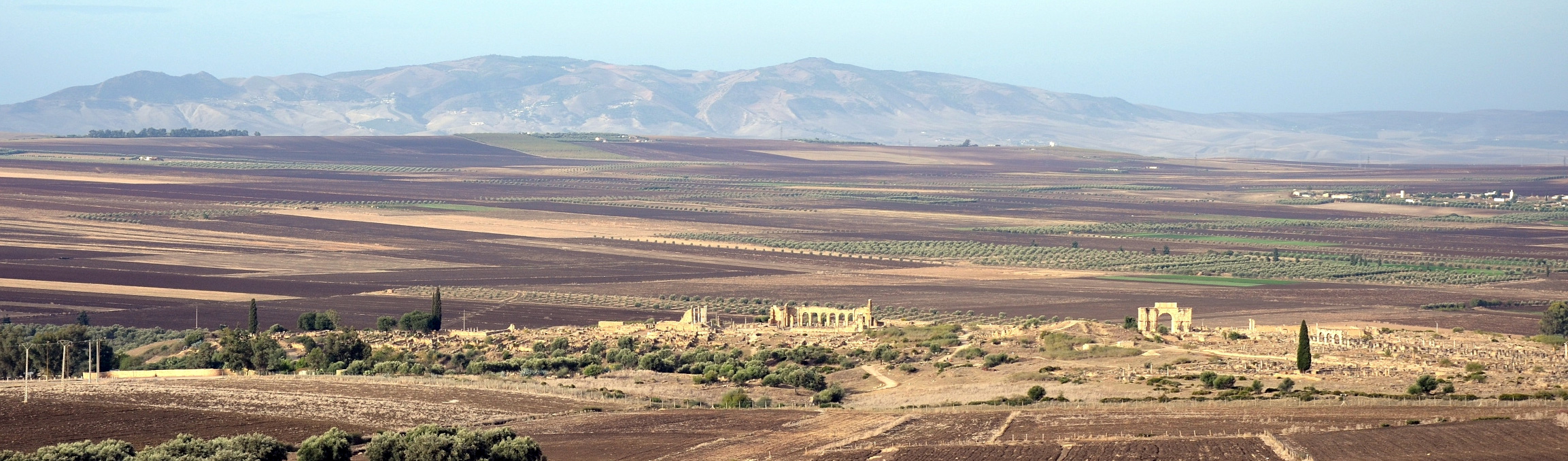
Vista panorâmica das ruínas de Volubilis vistas de leste para oeste. O núcleo primitivo fenício encontra-se à esquerda, a basílica e o templo capitolino são visíveis no centro e o Arco de Caracala é visível à direita, atrás da ampliação romana da cidade.

Grande parte de Volubilis foi escavada pelos franceses durante o seu domínio sobre o chamado Marrocos Francês que durou de 1912 a 1956, mas as escavações começaram algumas décadas antes. A partir de 1830, quando a conquista francesa da Argélia deu início ao processo de expansão do domínio francês sobre grande parte da África do norte, ocidental e central, a arqueologia esteve intimamente ligada ao colonialismo francês. O exército francês levou a cabo explorações científicas desde pelo menos a década de 1830, e na década de 1850 era moda entre os oficiais militares franceses investigarem ruínas romanas durante as suas licenças e tempo livre. No final do século XIX havia arqueólogos franceses empenhados num esforço intensivo para descobrir o passado pré-islâmico do noroeste de África através de escavações e restaurações de sítios arqueológicos.
Os franceses tinham uma conceção da preservação histórica muito diferente da dos muçulmanos marroquinos. Nas palavras da historiadora Gwendolyn Wright, «a ideia de dar atenção aos monumentos era algo completamente estranho para a perceção islâmica da história e da arquitetura, o que para os franceses constituiu a prova da sua convicção que só eles seriam capazes de apreciar plenamente o passado marroquino e a sua beleza.» Emile Pauty, do Instituto de Altos Estudos Marroquinos, criticou os muçulmanos por terem a opinião que «a passagem do tempo é nada» e acusou-os de «deixarem os seus monumentos caírem em ruínas com um nível de indiferença igual ao do empenho que tinham mostrado em construí-los.»
O programa francês de escavações em Volubilis e em outros sítios no Norte de África na posse de França (Argélia e Tunísia) tinha uma forte componente ideológica. A arqueologia em sítios romanos era usada como instrumento de política colonial, para fazer a ligação entre o antigo passado romano e as novas sociedades "latinas" que os franceses estavam a criar no Norte de África. O programa envolvia a limpeza de estruturas modernas construídas em sítios antigos, escavar cidades e villae romanas e a reconstrução de estruturas cívicas importantes, como arcos do triunfo. Cidades em ruínas, como Timgad na Argélia, foram escavadas e limpas numa escala massiva. As ruínas destinavam-se a «testemunhar um impulso em direção à romanização.»

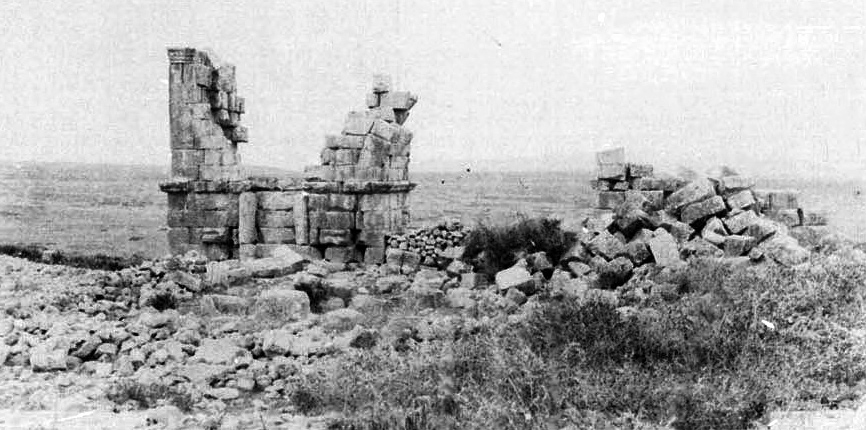
O Arco de Caracala em 1887, antes de ser restaurado

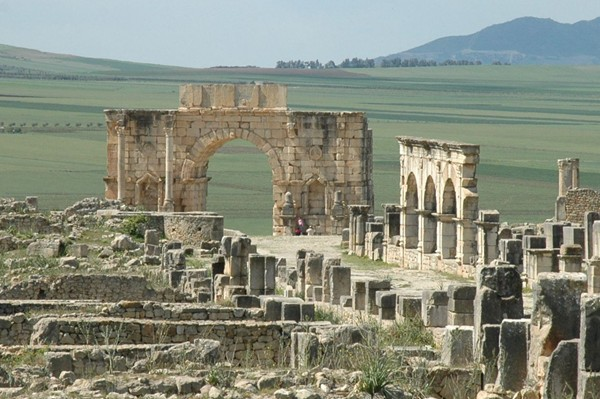
O Arco de Caracala em 2008

Este tema foi ecoado por outros visitantes do sítio. A escritora americana Edith Wharton visitou-o em 1920 e destacou o que ela entendeu como o contraste entre «duas dominações olhando uma para a outra dos dois lados do vale», as ruínas de Volubilis e «a cidade cónica branca de Mulei Idris, a cidade sagrada de Marrocos.» Ela via a cidade morta como a representação de «um sistema, uma ordem, uma conceção social que ainda percorre todas as nossas maneiras modernas.» Em contraste com isso, ela via a ainda muito viva cidade de Mulei Idris como «mais morta e sugada de volta para um passado mais ininteligível do que qualquer arquitrave partida da Grécia ou de Roma.» Segundo Sarah Bird Wright, da Universidade de Richmond, Wharton via Volubilis como um símbolo de civilização e Mulei Idris como um símbolo de barbarismo; a mensagem implícita é que «ao pilhar o entreposto romano, o Islão destruiu a sua única hipótese de construir uma sociedade civilizada.» "Felizmente" para Marrocos, a estabilidade política que França estava a ajudar a alcançar iria mudar essa situação. Essa perspetiva coincidia em grande medida com a mensagem que as autoridades coloniais francesas queriam fazer passar. Hilaire Belloc também falou da sua impressão ser «de história e de contraste. Vê-se aqui como uma religião completamente nova inundou e afogou a tradição clássica e cristã.»
As primeiras escavações em Volubilis foram levadas a cabo pelo arqueólogo francês Henri de la Martinière entre 1887 e 1892. Em 1915, Hubert Lyautey, o governador militar do Marrocos Francês encarregou o casal de arqueólogos franceses Marcel e Jane Dieulafoy de escavarem Volubilis. Embora a fraca saúde de Jane os tivesse impedido de pôr em prática o programa de trabalho que fizeram para Lyautey, os trabalhos foram iniciados sob a chefia de  Louis Chatelain. Nas escavações trabalharam milhares de prisioneiros de guerra alemães que tinham sido capturados durante a Primeira Guerra Mundial, que foram postos à disposição dos arqueólogos por Lyautey. As escavações prosseguiram com interrupções até 1941, quando a Segunda Guerra Mundial forçou a sua paragem.
A seguir à guerra, os trabalhos foram retomados sob a supervisão das autoridades francesas e, depois da independência de Marrocos em 1956, das autoridades marroquinas. Nessa altura foi também iniciado um programa de restauro e reconstrução. O Arco de Caracala tinha já sido restaurado em 1930–1934; seguiu-se o Templo Capitolino em 1962, a basílica em 1965–1967 e a Porta de Tingis em 1967. Vários mosaicos e casas foram sujeitas a trabalhos de conservação e restauro entre 1952 e 1955. Mais recentemente, um dos lagares de azeite no extremo sul da cidade foi restaurado e dotado de uma réplica de uma prensa de azeite romana. Estes restauros provocaram alguma controvérsia; um estudo levado a cabo pela UNESCO em 1996 reportava que «algumas das reconstruções, como a do arco do triunfo, o capitólio e o lagar de azeite, são radicais e estão no limite do que é a prática correntemente aceite.»
Na década de 1980, o Conselho Internacional de Monumentos e Sítios (International Council on Monuments and Sites, ICOMOS) organizou três conferências para avaliar possíveis nomeações para a lista de Património Mundial de sítios no Norte de África. Foi unanimemente acordado que Volubilis era um bom candidato e em 1997 o ICOMOS recomendou que o sítio fosse inscrito como «um exemplo excecionalmente bem preservado de uma grande cidade colonial romana nas orlas do império», o que foi aceite pela UNESCO.
A partir de 2000, escavações levadas a cabo pelo University College de Londres e o Instituto Nacional de Ciências da Arqueologia e do Património de Marrocos, sob a direção de Elizabeth Fentress, Gaetano Palumbo e Hassan Limane, revelou o que pode provavelmente ser interpretado como o quartel-general de Idris I, logo abaixo das muralhas da cidade romana a ocidente do antigo centro urbano. Escavações nas muralhas também revelaram uma secção da cidade medieval primitiva. Atualmente muitos dos artefatos encontrados em Volubilis estão expostos no Museu Arqueológico de Rebate.

## Cidade e as suas infraestruturas

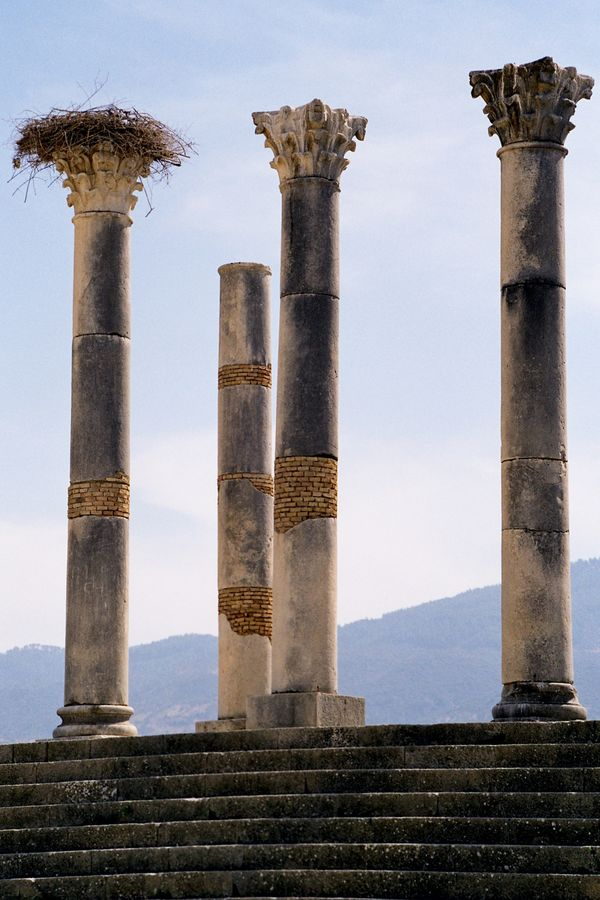
Templo capitolino

Antes de ser ocupada pelos romanos Volubilis cobria uma área de cerca de 12 hectares, situada sobre uma cumeada em forma de V entre os uádis (ribeiros ou rios) Fertassa e Khoumane, com um eixo aproximadamente norte-sul. Desenvolveu-se segundo um padrão razoavelmente regular, típico dos assentamentos fenício-cartagineses, e era rodeada por um conjunto de muralhas. Sob o domínio romano, a cidade expandiu-se consideravelmente num eixo nordeste-sudoeste, aumentando a sua área até cerca de 42 ha. A maior parte dos edifícios públicos foram construídos na parte mais antiga. As grandes casas pelas quais Volubilis é famosa situam-se na parte mais nova, atrás da Decúmano Máximo (avenida principal), que dividia a meio a parte da cidade construída durante o período romano. A decúmano era pavimentada, tinha passeios em cada um dos seus lados e era ladeada por pórticos com arcadas em ambos os lados, atrás dos quais havia dezenas de lojas. O Arco de Caracala marca o ponto onde se juntavam as partes antiga e nova da cidade. Após o aqueduto ter ficado em ruínas com o fim da ocupação romana, foi construída uma nova área residencial a ocidente, junto ao uádi Khoumane.
O abastecimento de água era assegurado por um aqueduto que trazia água de uma nascente situada nas colinas atrás da cidade. O aqueduto pode ter sido construído cerca de 60–80 d.C. e foi reconstruído várias vezes depois disso. O aqueduto percorria a cidade debaixo da Decúmano Segunda, uma rua paralela à Decúmano Máximo e terminava numa grande fonte situada no centro urbano, perto do Arco de Caracala. Uma elaborada rede de canais abastecia as casas, as termas, fontes e latrinas públicas. Havia também uma rede de esgotos constituída por drenos, que conduziam as águas residuais e lixo para os uádis Khoumane e Fertassa.
A maior parte da muralha original pré-romana foi destruída, uma parte dela para dar lugar a novas construções, mas ainda subsiste um tramo, construído em tijolos barro cru sobre fundações em pedra, junto ao tumulus. As muralhas romanas estendem-se ao longo de 2,6 km e têm uma espessura média de 1,6 metros. Construídas em alvenaria de cascalho e silhar, a maior parte delas ainda subsiste. A cerca de muralhas tinha 34 torres, espaçadas a intervalos de cerca de 50 metros, e seis portas principais que eram flanqueadas por torres. Uma parte da muralha ocidental foi reconstruída até uma altura de 1,5 m. A Porta de Tingis, também reconstruída, era a entrada nordeste da cidade. Foi erigida em 168–169 d.C.; a data é conhecida graças à descoberta de uma moeda desse ano que foi deliberadamente embebida na cantaria da porta pelos seus construtores.
A ocidente do Arco de Caracala ergue-se uma muralha do início da Idade Média, a qual foi construída depois do fim da ocupação romana, aparentemente no século V ou VI, para proteger o lado oriental da nova área residencial. Era orientada na direção norte-sul e na sua construção foram usadas pedras retiradas de edifícios arruinados algures nas áreas abandonadas da cidade.
|  |  |  |

### Comércio
Durante o período romano, Volubilis era um centro importante de produção de azeite. Os restos dos edifícios dedicados à prensagem de azeitona ainda são facilmente visíveis, como são as prensas originais e os moinhos de azeitona. Um desses lagares foi reconstruído e equipado com uma réplica em tamanho real de uma prensa de azeite romana. O azeite era primordial para a vida da cidade, pois além de ser um bem alimentar importante, era também usado em lâmpadas, na higiene pessoal e em remédios medicinais. Depois de prensadas, as azeitonas serviam de alimento para animais ou usadas como combustível para aquecimento de água nas termas depois de secas. Por tudo isso, algumas das mansões mais luxuosas tinham o seu próprio lagar. Até 1996 tinham sido encontrados 58 lagares em Volubilis. Todos apresentam um conjunto de elementos padrão: um moinho, usado para esmagar as azeitonas, uma bacia de decantação para recolher o óleo das azeitonas esmagadas, e uma prensa; esta tinha um contrapeso, um prelum ou barra horizontal e suportes de madeira onde o prelum era fixado. As azeitonas começavam por ser esmagadas até formarem uma pasta que era depois colocada em cestos de madeira onde era prensada. O azeite escorria da bacia de decantação, à qual era periodicamente adicionada água para fazer com que o azeite, mais leve, viesse à superfície, de onde era retirado e posto em ânforas.
Há provas substanciais de que a cidade foi uma centro comercial muito ativo. Até 2000 tinham sido identificadas pelo menos 121 lojas, muitas delas padarias, e a julgar pelo número de peças de bronze encontradas pode também ter sido um centro de produção ou distribuição de trabalhos em bronze.

## Edificações notáveis

Planta de Volubilis

Apesar de apenas cerca de metade de Volubilis ter sido escavada, há vários edifícios públicos proeminentes ainda visíveis. Alguns deles foram reconstruídos, como a basílica e um arco do triunfo. Também foram desenterrados muitos edifícios privados, incluindo as mansões da elite da cidade. São notáveis principalmente pelos belos mosaicos descobertos em vários deles, que ainda estão no local original, nas casas onde foram colocados. Os edifícios eram construídos sobretudo com  pedra calcária cinzenta azulada recolhida em pedreiras locais. Resta muito pouco do assentamento original púnico, pois ele encontra-se por baixo de edifícios romanos posteriores.
Aproximadamente no meio da área escavada, entre as partes antiga e nova da cidade, ergue-se um grande tumulus (mamoa) de origem e propósito incertos. Foram avançadas várias teorias para o explicar, como a de que seria um local de enterro, uma espécie de estrutura religiosa, um monumento funerário ou um monumento a uma vitória romana. No entanto, todas elas não passam de hipóteses para as quais não há provas. No local foram encontradas várias estelas púnicas com escrita cartaginesa, o que pode eventualmente apoiar a tese de que teria sido uma necrópole pré-romana. Enterrada sob o tumulus foi encontrado um tramo de muralha mauritana em tijolo cru, que se prolonga por vários metros e depois desaparece, em parte recoberta pelo chamado templo C.

### Edifícios públicos
Pouco se sabe dos edifícios públicos que existiam na cidade antes do início do século III d.C., pois as construção atualmente visíveis foram construídas sobre as fundações de estruturas anteriores. Dois edifícios públicos importantes são claramente visíveis no centro da cidade: a basílica e o templo capitolino, ambos situados no fórum. Com 1 300 m² de área, o fórum é relativamente pequeno para a dimensão da cidade e nele foram identificados um macelo (mercado) e vários outros edifícios, nomeadamente pequenos templos e repartições públicas. O espaço do fórum pode ter estado repleto de estátuas de imperadores e de dignitários locais, das quais apenas restam os respetivos pedestais.

#### Basílica

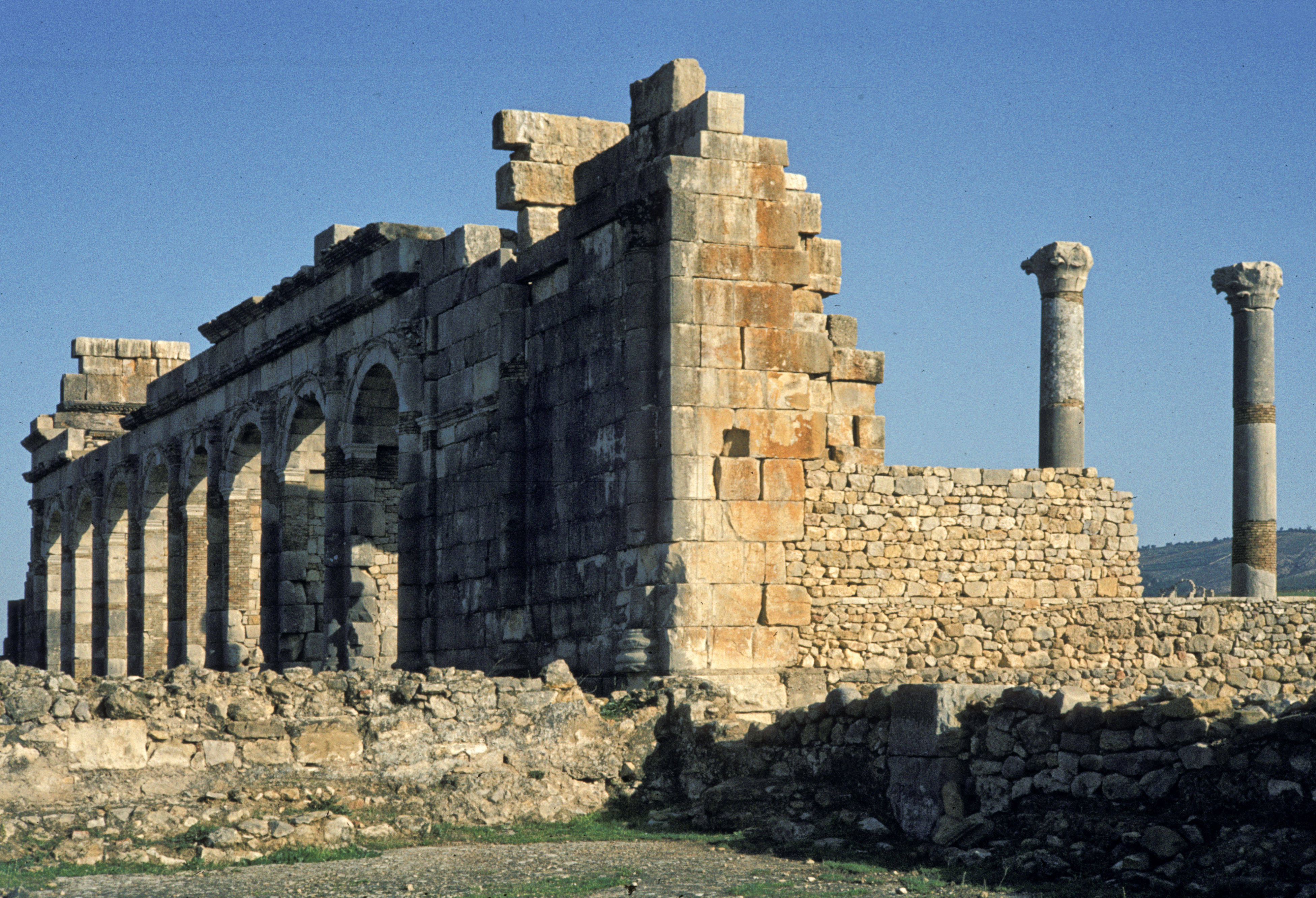
A basílica em 1982

Foi usada como tribunal e governo municipal. Foi terminada durante o reinado do imperador Macrino (r. 217–218) e é um dos melhores exemplares de basílicas romanas em África. Provavelmente teve como modelo a de Léptis Magna, na Líbia. Mede 42,2 m por 22,3 m e originalmente tinha dois pisos. Foi restaurada com materiais encontrados no local. O interior é dominado por duas filas de colunas que compunham uma nave central que era prolongada por duas absides abobadadas onde se sentavam os magistrados; os pleitantes assistiam às sessões nas naves laterais. Um desenho de Windus mostra duas galerias superiores, às quais se acedia por escadarias em madeira. O interior era iluminado por pequenas aberturas no andar superior e pelas baías envidraçadas do rés de chão. O teto era em telhas suportadas por vigas de madeira. A altura média do interior seria de cerca de 15 metros. Duas aberturas no lado oriental davam acesso a uma sala onde possivelmente se reunia a cúria municipal. A parede exterior da basílica, revestida de colunas, domina o fórum

#### Templo capitolino

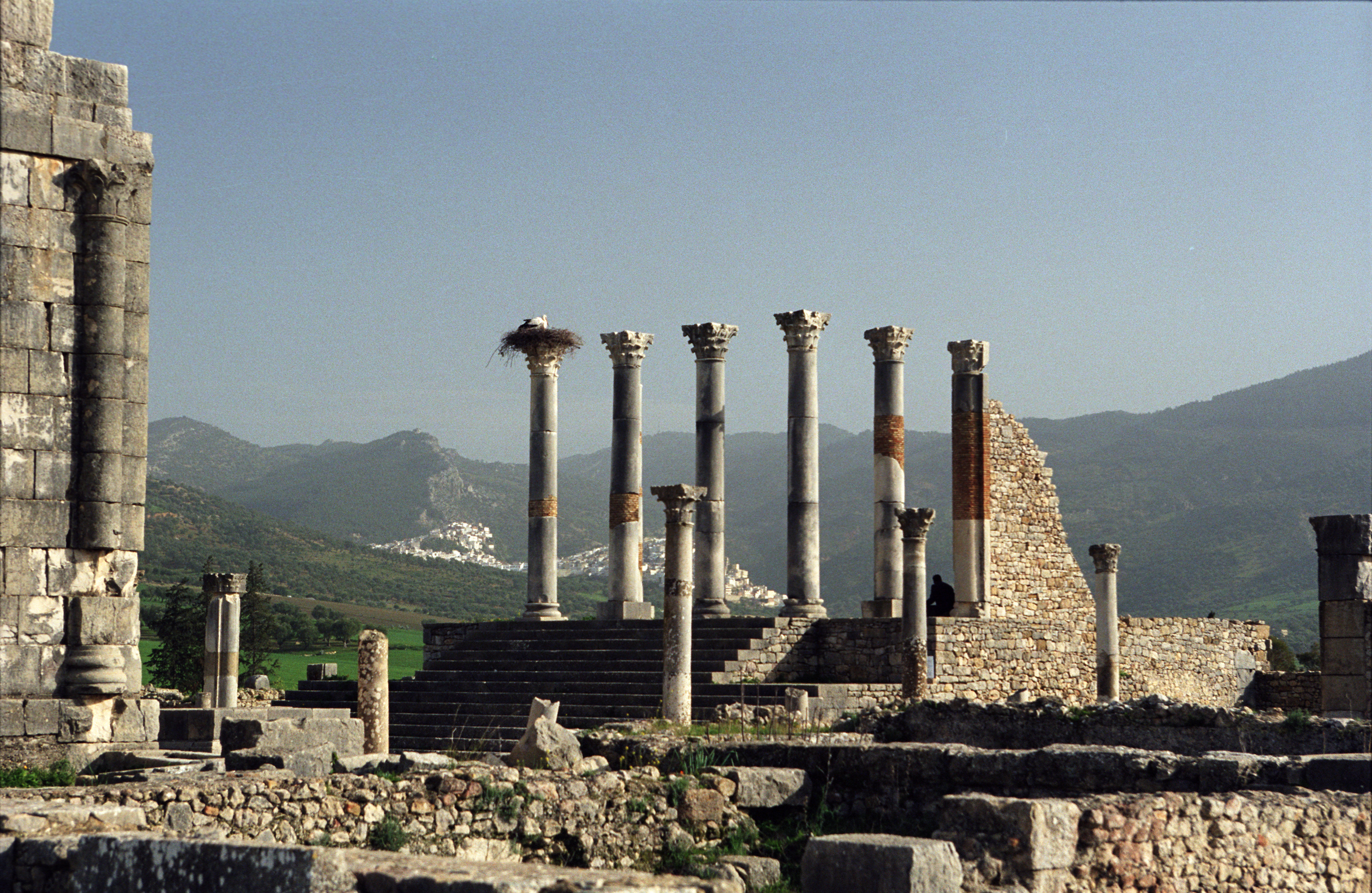
Templo capitolino

Situa-se atrás (a sul) da basílica, naquilo que teria sido originalmente um pátio com arcadas. No pátio em frente aos 13 degraus que conduzem ao templo com colunas coríntias e uma única cela ergue-se um altar. O templo tinha uma grande importância na vida cívica pois era dedicado às três principais divindades do Estado romano: Júpiter, Juno e Minerva. Em frente ao templo eram realizadas assembleias cívicas para rogar a ajuda dos deuses ou para lhes agradecer pelos êxitos em grandes empreendimentos como guerras. A disposição do templo, cuja frente está voltada para a traseira da basílica é algo invulgar e foi sugerido que pode ter sido construído por cima de um santuário que já existia antes. Uma inscrição descoberta em 1924 regista que foi construído em 218. Foi parcialmente restaurado em 1955 e em 1962 foi levada a cabo outra restauração mais substancial, que passou pela reconstrução de 10 dos 13 degraus, das paredes da cela e das colunas. No recinto do templo havia ainda mais quatro pequeno santuários, um deles dedicado a Vénus.

#### Outros templos
Além do complexo do templo capitolino, havia mais cinco templos em Volubilis, dos quais o mais notável é o chamado chamado templo B, conhecido como "Templo de Saturno", que se situava no lado oriental da cidade. A identificação do templo com Saturno é completamente hipotética e não tem grande aceitação académica. Segundo o arqueólogo Michel Ponsich, o templo poderia ter sido dedicado a uma divindade local. Aparentemente foi construído por cima ou convertido de um templo púnico anterior dedicado a Baal e foi usado entre os séculos I e III a.C. É um santuário com um muro em volta e um pórtico com três lados. No seu interior existia um pequeno templo com uma cela construída sobre um pódio baixo. No interior foram encontrados ossários numa grande favissa (fossa ritual).
O templo dito anónimo, situado perto do capitólio, data do século III a.C. e foi destruído no século I a.C. Tinha cerca de 40 metros de lado e possivelmente não tinha teto. Há ainda dois templos geminados situados na parte noroeste e os templos chamados G e H, um deles com um pódio com 75 m².

#### Termas

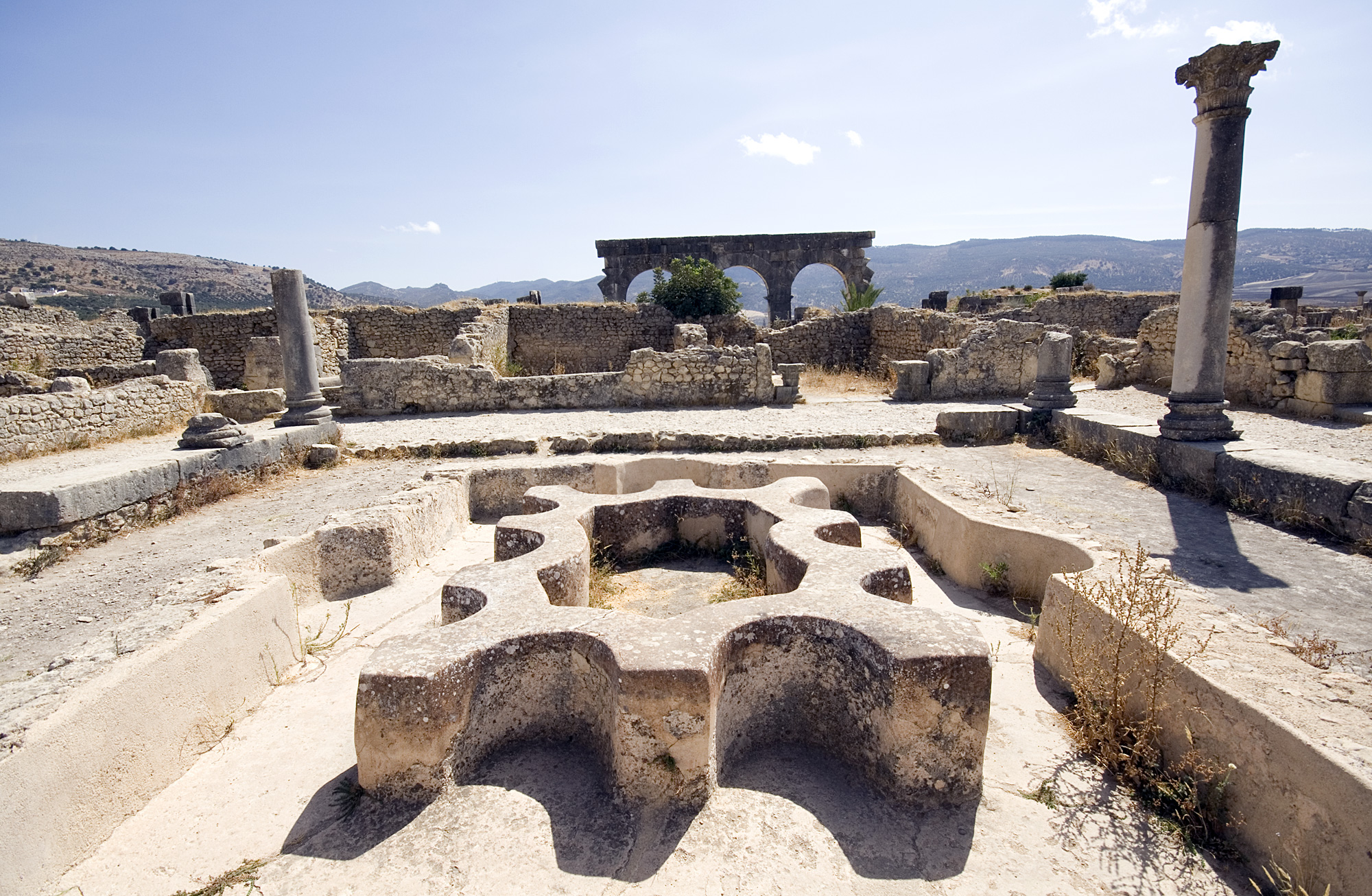
Volubilis Casa dos Trabalhos de Hércules

Volubilis dispunha de três conjuntos de termas públicas. Nas termas de Galiano, redecoradas por aquele imperador na década de 260 para as tornar as mais luxuosos da cidade, podem ainda ver-se alguns mosaicos.
Termas do norte
As chamadas termas do norte, situados perto das termas de Galiano, eram as maiores da cidade, ocupando um área de cerca de 1 500 m². É provável que tenham sido construídas durante o reinado de Adriano (r. 117–138). No seu exterior havia duas fontes públicas, uma delas junto à Decúmano Máximo. As fontes tinham tanques de decantação que filtravam a água proveniente do aqueduto e que funcionavam como reservatórios que alimentavam redes secundárias de abastecimento.
O complexo incluía uma palestra destinada à prática exercício físico. No interior, havia uma sucessão de salas com diversas temperaturas interiores. Os utentes começavam por se despir num vestiário e depois encaminhavam-se uma divisão tépida, passando em seguida para uma sala quente, onde transpiravam. Na divisão seguinte ficavam imersos numa banheira de água quente, onde se aspergiam com água que tiravam de uma bacia. Em seguida dirigiam-se para uma piscina de água fria. As salas eram aquecidas pelo sistema de hipocausto, baseado na circulação de ar quente sob o pavimento. Além da sua função de higiene pessoal, as termas eram também um local de encontro e de recreio, onde os utentes se podiam depilar ou até comer. Para esse efeito, possuíam várias salas anexas.

### Arco do triunfo
O Arco de Caracala é uma das vistas mais distintivas de Volubilis e antes das escavações era, juntamente com a basílica, a única construção que se distinguia entre as ruínas, embora se tivesse desmoronado durante o terramoto de 1755. Situa-se  fim da avenida principal da cidade, a Decúmano Máximo, mas fora do seu eixo. Embora não seja excecionalmente notório em termos arquitetónicos, o arco triunfal contrasta de forma impressionante com a Porta de Tingis, mais pequena, situada no outro extremo da Decúmano. Foi construído em 217 pelo governador local, Marco Aurélio Sebasteno, em honra do imperador Caracala e da sua mãe Júlia Domna. O imperador era de ascendência norte-africana e pouco antes tinha estendido a cidadania romana aos habitantes das províncias do império. Porém, quando o arco foi terminado tanto Caracala como a sua mãe tinham sido mortos, segundo alguns possivelmente assassinados por Macrino.
O arco foi construído em pedra local e originalmente era encimado por uma biga de bronze puxada por seis cavalos. Estátuas de ninfas despejavam água para tanques em mármore esculpido na base do arco. Os bustos de Caracala e Júlia Domna eram representados em medalhões, os quais foram desfigurados. O monumento foi reconstruído pelos franceses entre 1930 e 1934. Contudo, a restauração ficou incompleta e alguns dos seus elementos decorativos, como troféus de armas, por exemplo, ainda se encontram por terra, alguns metros a norte. A inscrição no cimo do arco foi reconstituída a partir de fragmentos vistos por Windus em 1722, que tinham sido espalhados no chão em frente ao arco.
| “ | IMPERATORI CAESARI MARCO AVRELLIO ANTONINO PIO FELICI AVGVSTO PARTHICO MAXIMO BRITTANICO MAXIMO GERMANICO MAXIMO PONTIFICI MAXIMO TRIBVNITIA POTESTATE XX IMPERATORI IIII CONSVLI IIII PATRI PATRIAE PROCONSVLI ET IVLIAE AVGVSTAE PIAE FELICI MATRI AVGVSTI ET CASTRORVM ET SENATVS ET PATRIAE RESPVBLICA VOLVBILITANORVM OB SINGVLAREM EIVS ERGA VNIVERSOS ET NOVAM SVPRA OMNES RETRO PRINCIPES INDVLGENTIAM ARCVM CVM SEIVGIBVS ET ORNAMENTIS OMNIBVS INCOHANTE ET DEDICANTE MARCO AVRELLIO SEBASTENO PROCVRATORE AVGVSTI DEVOTISSIMO NVMINI EIVS A SOLO FACIENDVM CVRAVIT Tradução: Para o imperador César, Marco Aurélio Antonino [Caracala], o Pio, Augusto afortunado, o maior vencedor na Pártia, o maior vencedor na Britânia, o maior vencedor na Germânia, Pontífice máximo, detentor do poder tribunício pela vigésima vez, Imperador pela quarta vez, Cônsul pela quarta vez, pai da pátria, Procônsul, e para Júlia Augusta [Julia Domna], a piedosa, mãe afortunada do campo e do senado e do país, devido à sua excecional e nova bondade para todos, que é maior do que a dos príncipes que vieram antes, a República dos Volubilitanos encarregou-se de ter este arco construído a partir do chão, incluindo um carro puxado por seis cavalos e todos os ornamentos, com Marco Aurélio Sebasteno, procurador, que é muito profundamente devoto da divindade de Augusto, iniciando-o e dedicando-o. | ” |

|  |  |  |

### Casas e palácios
As casas encontradas em Volubilis vão desde mansões ricamente decoradas até simples estruturas de tijolo de barro cru com duas divisões dos habitantes mais pobres. A riqueza considerável da cidade é atestada pela planta elaborada das casas dos mais abastados, algumas das quais têm grandes mosaicos ainda in situ. As casas mais prestigiadas situavam-se junto à Decúmano Máximo, atrás de filas de lojas que bordejavam a avenida debaixo de arcadas. A entrada era feita por ruas laterais situadas entre as lojas. Algumas das casas foram batizadas pelos arqueólogos precisamente pelos seus principais mosaicos ou por outros achados importantes:
Casa do Efebo
Deve o seu nome a uma estátua de bronze nela encontrada. Nela foram encontrados vários mosaicos, com imagens de fauna marítima, centauros e um com Baco num carro puxado por leopardos. O tema central dos mosaicos é geralmente de inspiração mitológica; o artista copiou modelos que circulavam por todo o Império Romano e preencheu os espaços vazios com uma decoração de motivos geométricos ou florais. É neste último aspeto que os mosaicos de Volubilis se mostram mais imaginativos.
Na casa foi também encontrado um pequeno mausoléu pré-romano, que originalmente era composto por uma antecâmara e uma câmara abobadada. O mausoléu, depois convertido num anexo da casa, possivelmente num celeiro,  pode ser um indício de que no local teria existido uma necrópole pré-romana, situada fora da muralha primitiva. A área perto da casa foi igualmente usada como cemitério numa época mais tardia, quando provavelmente essa parte da cidade já estava em ruínas e ao abandono. Ali foram encontradas sepulturas cristãs e islâmicas.
Casa dos Trabalhos de Hércules
Deve o seu nome a um mosaico com a representação de alguns dos doze trabalhos que o semideus teve que realizar como pena por ter matado a sua mulher e filhos. Pensa-se que tenha sido realizada durante o reinado de Cómodo (r. 180–192), que se identificava a si próprio com Hércules. Júpiter, a sua amante Ganímedes e as quatro estações são representados noutro mosaico da casa. Acede-se à casa por uma porta situada numa rua perpendicular à Decúmano Máximo. O mosaico dos trabalhos de Hércules encontra-se no prolongamento da entrada. Além das cenas com o semideus, o mosaico apresenta outros motivos, como símbolos para esconjurar o mau-olhado (tridente, golfinho com cauda de três pontas, etc.) e outros, como por exemplo suásticas, peltados (representações estilizadas de um escudo), o nó de Salomão ou a cratera dionísica (grande vaso com duas asas em voluta).
|  |  |  |

Casa de Vénus

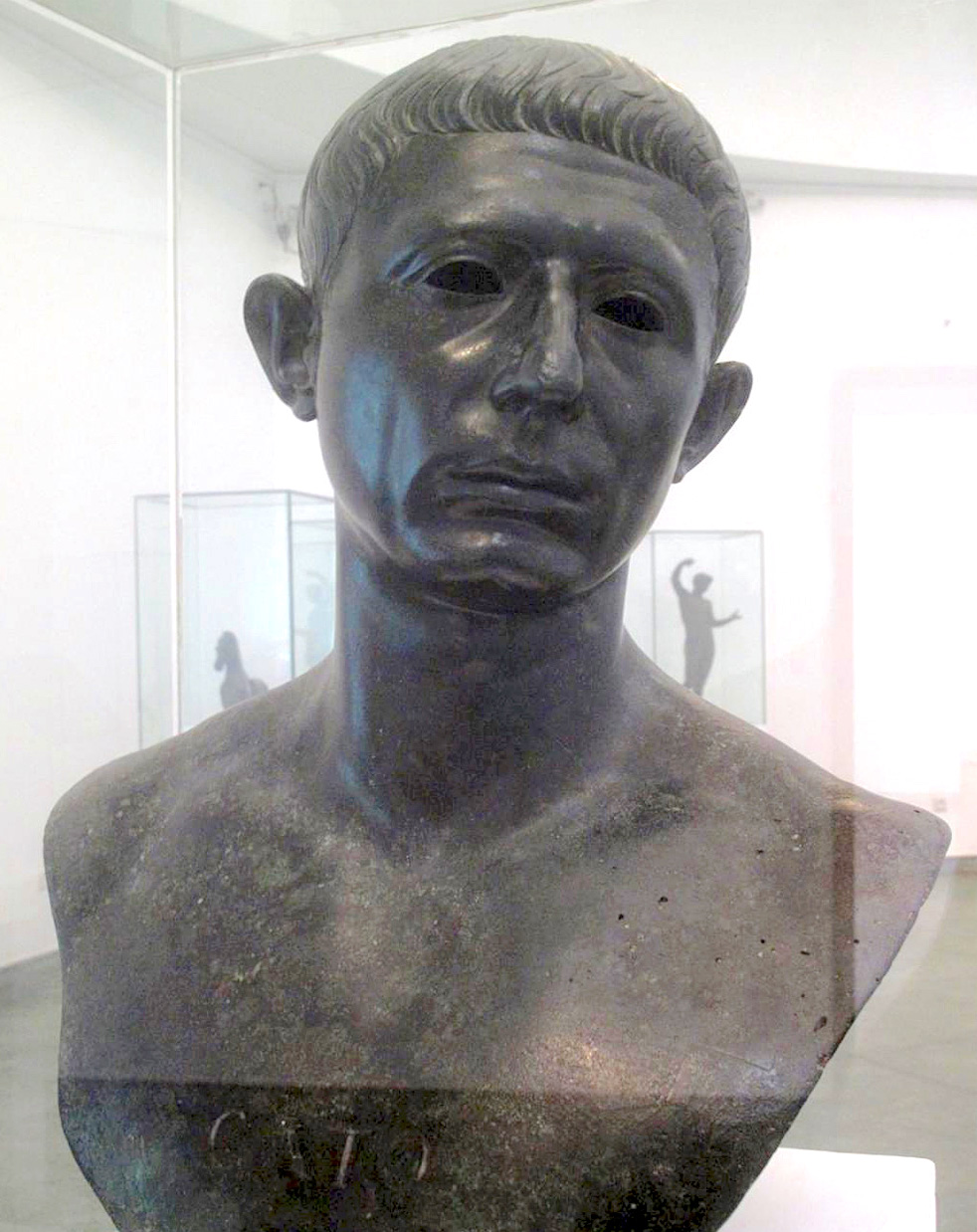
Busto de bronze de Catão, o Jovem, encontrado na Casa de Vénus em 1918

Situada no lado oriental da cidade, debaixo de um cipreste proeminente, foi uma das residências mais luxuosas da cidade. Tinha um conjunto de termas privadas e o interior ricamente decorado, com belos mosaicos datados do século II d.C. com animais e cenas mitológicas. Havia mosaicos em sete corredores e oito divisões. O pátio central apresenta um mosaico fantasioso com bigas de corrida num hipódromo, puxadas por pavões, gansos e patos. O mosaico de Vénus que dá o nome à casa foi removida e levado para Tânger, mas na sala ao lado ainda se pode ver um mosaico representando Diana e a sua ninfa sendo surpreendidas por Acteão quando tomavam banho. Acteão é representado com cornos que começam a nascer-lhe na cabeça, pois foi transformado num veado pela deusa zangada antes de ser perseguido e morto pelos seus próprios cães de caça. A casa parece ter sido destruída algum tempo depois da queda da cidade, cerca de 280. Um mosaico representando Cupido alimentando pássaros com cereais foi superficialmente queimado pelo que parece ter sido um fogo que ardeu diretamente sobre ele, talvez em resultado do edifício ter sido ocupado por invasores que usaram o mosaico como base para uma lareira.
A Casa de Vénus foi também o local onde foi descoberta em 1918 um busto de bronze de qualidade excecional representando Catão, o Jovem (95–46 a.C.) É uma das peças mais notáveis encontradas em Volubilis, que atualmente está exposto no Museu Arqueológico de Rebate. Quando foi encontrado estava ainda sobre o seu pedestal original. O busto foi datado do tempo de Nero (r. 54–68) ou Vespasiano (r. 69–79) e pode ser uma cópia de um busco realizado durante a vida de Catão ou pouco depois. A sua inscrição identifica o retratado como o orador. Outro busto notável, representando um príncipe helenístico, foi descoberto numa padaria no outro lado da rua. Parece ter sido realizado na mesma altura do busto de Catão e pode também ter vindo da Casa de Vénus, onde um pedestal vazio noutra divisão sugere que Catão tinha uma peça acompanhante. O busto, que também está exposto em Rabat, é usualmente identificado com Juba II, mas outras possibilidades incluem Hierão II de Siracusa, Cleómenes III de Esparta, Juba I ou Aníbal.
Casa de Orfeu
Situa-se na parte sul da cidade e deve o seu nome ao grande mosaico representando Orfeu tocando a sua harpa para uma audiência de árvores, animais e aves. Nas palavras de Paul MacKendrick, o mosaico foi executado praticamente sem artifícios artísticos, pois os animais são todos de tamanho diferente e olham em várias direções, sem relação com Orfeu. Aparentemente, o artista limitou-se a copiar padrões copiados de um livro sem tentar integrar os diferentes elementos. O mosaico encontra-se no triclínio, a sala de jantar, onde os comensais se teriam reclinado em divãs encostados às paredes e admirariam o mosaico no centro. Há outros mosaicos nas casas de banho e no átrio, onde há uma representação onde Anfitrite está num carro puxado por um cavalo marinho e é acompanhada por outras criaturas marinhas. Uma sala fora do pátio principal tem um mosaico de um golfinho, considerado um animal de bom agoiro pelos romanos.
Casa do Atleta ou de Desultor
Situa-se perto do fórum e contém mosaicos humorísticos de um atleta ou acrobata montando um burro virado para a parte detrás deste, ao mesmo tempo que segura uma taça na sua mão estendida. Possivelmente pode representar Sileno.
Casa do Cavaleiro
Situa-se junto à anterior e também tem um mosaico de Baco, aqui aproximando-se de Ariadne, que depois lhe deu seis filhos. A casa deve o seu nome a uma estátua de bronze de um cavaleiro nela encontrada em 1918, que atualmente se encontra exposta no Museu Arqueológico de Rebate. Era um grande edifício, com uma área de cerca de 1 700 m² e incluía uma área apreciável destinada a atividades comerciais, nomeadamente oito ou nove lojas que se abriam para a rua e um grande lagar de azeite.
|  |  |  |

Palácio Gordiano
Situa-se mais acima na Decúmano Máximo. Foi o maior edifício da cidade e provavelmente foi a residência do governador e não do imperador Gordiano III (r. 238–244). Foi reconstruída durante o reinado deste. Combina duas casas que juntas constituem um complexo com 74 divisões, com pátios e termas privadas, e tinha funções residenciais e oficiais. Na frente tinha uma dúzia de lojas atrás de uma colunata e uma fábrica de azeite constituída por três prensas de azeite e um armazém no canto nordeste. Não obstante a sua importância, o Palácio Gordiano apresenta-se na atualidade como bastante simples, restando apenas alguns poucos mosaicos. Apesar do seu presumível elevado status, os pavimentos parecem ter sido sobretudo em opus sectile em vez de decorados com mosaicos. Inscrições encontradas no palácio testemunham o declínio da cidade e finalmente a sua queda. Registam uma série de tratados acordados com os caudilhos berberes locais, cada vez mais numerosos à medida que a cidade ficava mais vulnerável e a pressão das tribos aumentava. Quando o último tratado foi assinado, alguns anos apenas antes da queda da cidade, os chefes tribais eram tratados como virtualmente iguais a Roma, uma indicação do enorme declínio do poderio romano na área. Os últimos dois altares inscritos, de 277 e 280, referem-se a uma foederata et diuturna pax ("paz federada e duradoura"), algo que se revelou uma esperança vã, pois Volubilis caiu pouco depois.

### Outras construções
Padaria do fórum

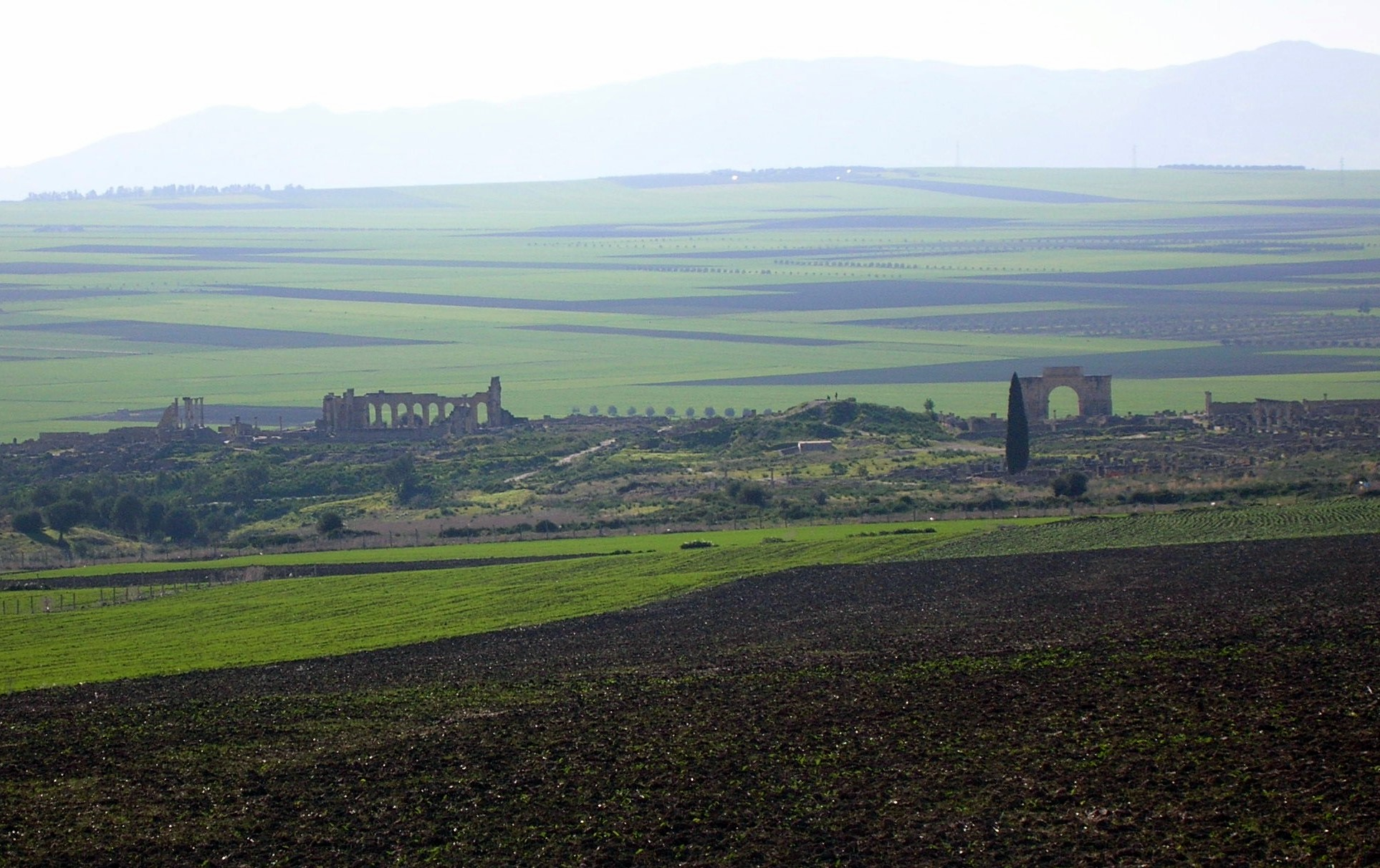
Campos cultivados em volta das ruínas

Situada a oeste da porta sul do fórum, ainda nela são visíveis as mós de pedra para moer o trigo. Juntamente com o azeite, este cereal era a principal produção dos arredores da cidade, onde os solos férteis do planalto e dos vales das ribeiras proporcionavam as colheitas abundantes. Estima-se que a cidade consumia cerca de duas toneladas de trigo diariamente. Os habitantes, que possuíam pequenas mós, recorriam às padarias para comprar pão ou cozer a sua massa. Cada padaria dispunha também da sua própria moagem. As 64 mós encontradas em Volubilis são quase todas talhadas numa pedra vulcânica negra. Usavam-se dois tipos de mós: umas eram cónicas, em forma de ampulheta e outras de de forma anelar, semelhantes às usadas nos lagares de azeite. Uma pega em madeira permitia fazer rodar à mão a parte móvel em volta da parte fixa da base. A amassadura era feita em amassadouros com peças giratórias. A massa era depois cozida no forno e os pães eram depois vendidos numa loja adjacente.
A padaria do fórum está longe de ser a única da cidade. No bairro nordeste havia numerosas casas que tinham padarias anexas, cujos proprietários ricos alugavam ou usavam para vender diretamente a produção das suas explorações agrícolas.

### Usada no texto
- «The History of Volubilis», Anglo-Moroccan Volubilis Project (em inglês), Conservation du Site Archéologique de Volubilis. Ministério da Cultura de Marrocos, 2003, consultado em 7 de novembro de 2013, cópia arquivada em 24 de março de 2012
- «Recherches en Cours», Anglo-Moroccan Volubilis Project (em francês), Conservation du Site Archéologique de Volubilis. Ministério da Cultura de Marrocos, 2003, consultado em 7 de novembro de 2013, cópia arquivada em 23 de junho de 2012
- «The House of the Cavalier», Anglo-Moroccan Volubilis Project (em inglês), Conservation du Site Archéologique de Volubilis. Ministério da Cultura de Marrocos, 2003, consultado em 7 de novembro de 2013, cópia arquivada em 20 de novembro de 2008
- Volubilis (Morocco). Nº 836 (PDF) (em inglês), UNESCO World Heritage Centre. World Heritage List, 7 de novembro de 2013, consultado em 7 de novembro de 2013
- «Archaeological Site of Volubilis», African World Heritage Fund. UNESCO, www.awhf.net (em inglês), consultado em 7 de novembro de 2013, cópia arquivada em 20 de outubro de 2013
- Carrasco, J. L. Escacena (2000), «Archaeological relationship between North Africa and Iberia», in:  Arnaiz-Villena, Antonio; Martínez-Laso, Jorge; Gómez-Casado, Eduardo, Prehistoric Iberia: Genetics, Anthropology, and Linguistics, ISBN 0-306-46364-4 (em inglês), Nova Iorque: Springer
- Conant, Jonathan (2012), Staying Roman: Conquest and Identity in Africa and the Mediterranean, 439–700, ISBN 978-0-521-19697-0 (em inglês), Nova Iorque: Cambridge University Press
- Davies, Ethel (2009), North Africa: The Roman Coast, ISBN 978-1-84162-287-3 (em inglês), Chalfont St Peter, Bucks: Bradt Travel Guides
- Dean, Sharon L. (2002), Constance Fenimore and Edith Wharton: Perspectives On Landscape and Art, ISBN 978-1-57233-194-5 (em inglês), Knoxville: University of Tennessee Press
- Dyson, Stephen L. (2006), In Pursuit of Ancient Pasts, ISBN 978-0-300-11097-5 (em inglês), New Haven, CT: Yale University Press
- Gascou, Jacques; Christol, Michel (1980), «Volubilis, cité fédérée ?», Mélanges de l'Ecole française de Rome. Antiquité (em francês), 92 (1): 329–345, doi:10.3406/mefr.1980.1236, consultado em 2 de fevereiro de 2014
- Golvin, Jean-Claude; Coulon, Gérard; Gros de Beler, Aude; Lontcho, Frédéric (2003), L’Antiquité retrouvée, ISBN 978-2-87772-266-7 (em francês), Paris: Errance
- Gran-Aymerich, Eve (2006), «Jane Dieulafoy», in:  Cohen, Getzel M.; Joukowsky, Martha Sharp, Breaking Ground: Pioneering Women Archaeologists, ISBN 978-0-472-03174-0 (em inglês), University of Michigan Press
- Grimal, Pierre; trad. Woloch, G. Michael (1984) [1954], Roman Cities [Les villes romaines], ISBN 978-0-299-08934-4 (em inglês), Madison, WI: University of Wisconsin Press
- Halsall, Guy (2007), Barbarian Migrations and the Roman West, ISBN 978-0-521-43491-1 (em inglês), Cambridge University Press
- Harris, Walter (1889), The Land of an African Sultan: Travels in Morocco (em inglês), Londres: S. Low, OCLC 249376810
- Lipinski, Edward (1992), Dictionnaire de la civilisation phénicienne et punique, ISBN 978-2-503-50033-1 (em francês), Paris: Brépols
- Löhberg, Bernd (2006), Das "Itinerarium provinciarum Antonini Augusti": Ein kaiserzeitliches Strassenverzeichnis des Römischen Reiches, ISBN 978-3-86596-085-6 (em alemão), Berlim: Frank & Timme GmbH
- MacKendrick, Paul Lachlan (2000), The North African Stones Speak, ISBN 978-0-8078-4942-2 (em inglês), Chapel Hill, NC: UNC Press Books
- Panetier, Jean-Luc; Limane, Hassan (2002), Volubilis : une cité du Maroc antique, ISBN 978-2-7068-1612-3 (em francês), Paris: Maisonneuve & Larose-Malika
- Parker, Philip (2010), The Empire Stops Here: A Journey along the Frontiers of the Roman World, ISBN 978-0-224-07788-0 (em inglês), Londres: Random House
- Prévot, Françoise; Voisin, Jean-Louis; Blaudeau, Philippe; Najar, Leila (2006), L'Afrique romaine : 69-439, ISBN 978-2-35030-002-3 (em francês), Atlande
- Raven, Susan (1993), Rome in Africa, ISBN 978-0-415-08150-4 (em inglês), Londres: Routledge
- Rogerson, Barnaby (2010), Marrakesh, Fez and Rabat, ISBN 978-1-86011-432-8 (em inglês), Londres: Cadogan Guides
- Roller, Duane W. (2003), The World of Juba II and Kleopatra Selene, ISBN 978-0-415-30596-9 (em inglês), Nova Iorque: Psychology Press
- Romer, Frank E. (1998), Pomponius Mela's Description of the World, ISBN 978-0-472-08452-4 (em inglês), Ann Arbor, MI: University of Michigan Press
- Shabeeny, El Hage abd Salam; Jackson, James Grey (1820), An account of Timbuctoo and Housa (em inglês), Londres: Longman, Hurst, Rees, Orme and Brown, OCLC 165576157
- Windus, John (1725), A journey to Mequinez, the residence of the present emperor of Fez and Morocco (em inglês), Londres: Jacob Tonson, OCLC 64409967
- Wharton, Edith (1920), In Morocco (em inglês), Nova Iorque: C. Scribner's Sons, OCLC 359173
- Wright, Gwendolyn (1991), The Politics of Design in French Colonial Urbanism, ISBN 978-0-226-90848-9 (em inglês), University of Chicago Press
- Wright, Sarah Bird (1997), Edith Wharton's Travel Writing: The Making of a Connoisseur, ISBN 978-0-312-15842-2 (em inglês), Nova Iorque: Palgrave Macmillan

### Complementar
- Akerraz, Aomar; Eliane, Lenoir (1990), «Volubilis et son territoire au Ier siècle de notre ère. In: L'Afrique dans l'Occident romain (Ier siècle av. J.-C. - IVe siècle ap. J.-C.). Actes du colloque de Rome (3-5 décembre 1987)», Roma, Publications de l'École française de Rome (em francês) (134): 213-229, consultado em 12 de novembro de 2013
- Akerraz, Aomar (1998), «Recherches sur les niveaux islamiques de Volubilis», in:  Cressier, Patrice ,; García-Arenal, Mercedes, Genèse de la ville islamique en al-Andalus et au Maghreb occidental, ISBN 978-84-86839-89-5 (em francês), Casa de Velázquez, pp. 295-304, consultado em 12 de novembro de 2013
- Auzias, Dominique; Labourdette, Jean-Paul (2013), Maroc 2013-2014, ISBN 978-2-7469-6245-3, Petit Futé, pp. 158-161, consultado em 12 de novembro de 2013
- Brahmi, Néjat (2008), «Volubilis: approche religieuse d'une cité de Mauretanie Tingitane (milieu ier – fin iiie siècles apr. j.-c.)» (PDF), Le Mans: Université du Maine, Tese de doutoramento (em francês), consultado em 12 de novembro de 2013
- Dessandier, D.; Antonelli, F.; Lazzarini, L.; El Rhoddani, M.; Kamel, S. (2003), Les pierres décoratives du site antique de Volubilis (PDF) (em francês), Association MEDISTONE, consultado em 12 de novembro de 2013
- Étienne, Robert (1951), «Dionysos et les quatre saisons sur une mosaïque de Volubilis (Maroc)», Mélanges d'archéologie et d'histoire (em francês): 93-118, doi:10.3406/mefr.1951.7362, consultado em 12 de novembro de 2013
- Étienne, Robert (1960), Le Quartier Nord-Est De Volubilis (em francês), Paris
- Hales, Shelley (2003), The Roman House and Social Indentity, ISBN 978-0-521-81433-1 (em inglês), Cambridge University Press, pp. 191-201
- Jodin, André; Bertrandy, F. (julho–setembro de 1990), «Volubilis Regia lubae. Contribution à l'étude des civilisations du Maroc antique préclaudien», Bruxelas: Societe d’Etudes Latines de Bruxelles, Latomus, ISSN 0023-8856 (em francês), 49 (3): 741-743, consultado em 12 de novembro de 2013
- Limane, Hassan; Chergui, Abdelkader; Ichkhakh, Abdelfatah; Rebuffat, René; Drocourt, Daniel (1998), Volubilis de mosaïque à mosaïque (em francês), EDDIF - EDISUD
- Luquet, Armand (1972), Volubilis : les travaux et les jours d'une cité du Maroc antique (em francês), Tânger: Éditions marocaines et internationales
- Siraj, Ahmed (1995), L'image de la Tingitane : L'historiographie arabe médiévale et l'Antiquité nord-africaine (em francês), Palais Farnèse. Collection de l'École française de Rome
- Thouvenot, Raymond (1949), Volubilis (em francês), Editions Felix Moncho, consultado em 12 de novembro de 2013
- Thouvenot, Raymond (1958), Maisons de Volubilis: Le Palais dit de Gordien et la Maison à la Mosaïque de Venus (em francês) (12), Rabat: Publications de la Service des Antiquités du Maroc